# 백임지
백임지(白任至, 1130년~1191년 3월 19일(음력 2월 22일))는 고려 중기의 무신이자 정치가다. 본관은 대흥이다. 시호는 경렬(景烈). 대흥 백씨(大興白氏)의 시조다.

## 생애
대흥군(大興郡)(충청남도 예산군 대흥면) 출신으로 외가인 남포현(藍浦縣)(충청남도 보령시 남포면)에서 살았다. 아버지 유(曘)는 1114년(예종 9) 복시(覆試)를 보고 장원급제하였으나 벼슬한 기록이 없다.
처음에는 농사를 지었는데, 용맹하여 개경으로 뽑혀 올라갔다. 이때 가난하여 땔감을 팔아 근근히 살림을 유지하였다. 고려 의종 때 내순검군(內巡檢軍)에 충당되어 왕을 호종하다가 잠시도 어가(御駕)를 떠나지 않아 대정(隊正)이 되었다.
1170년(의종 24) 정중부(鄭仲夫)의 난으로 무신들이 정권을 잡자 큰 공을 세워 현달하게 되었다. 명종조에 형부시랑(刑部侍郞)이 되었을 때 술과 음식을 장만하여 행렬을 꾸리고 일찌기 남의 집 살이 할 때의 옛 주인 노파를 찾아가 사례하니 노파가 탄복하였다. 조위총(趙爲寵)이 군사를 일으키자 연주(連州)와 서도(西都)의 싸움에 이르기까지 공훈이 매우 많았으므로 우군지병마사(右軍知兵馬事)가 되었다. 대장군(大將軍) 병마부사(兵馬副使)로 비뀌었다. 또 지형부사(知刑部事)가 되고, 자금어대(紫金魚袋)를 하사받았다.
양현고(養賢庫) 기관(記官) 한 사람이 관아에서 은그릇을 빌려 가지고 낭장(郞將) 이윤평(李允平)의 집에 갔다가 죽어 이윤평이 그를 죽인 혐의를 받고 있었는데, 마침 중군(中軍)이 전투 말을 검열함에 백임지가 주부동정(主簿同正) 조영인(趙英仁)의 말 안장이 매우 화려함을 보고, 이를 이상히 여겨 잡아가두고 법사(法司)에 넘겼는데, 조영인의 가동(家僮)이 '조영인이 은그릇을 탐내어 기관을 죽였다'고 발고하니 마침내 조영인의 범행이 드러나고 이윤평이 누명을 벗게 되었다.
상장군(上將軍)의 직을 받아 곧 형부상서(刑部尙書)가 되고 병부상서(兵部尙書)로 옮기기도 하였다. 왕의 신임을 받아 칼을 차고 내전(內殿)에 들었으나 왕이 돈독한 예를 표하니 대간(臺諫)들이 탄핵하지 않았다. 1188년(명종 18)에 추밀원부사(樞密院副使) 공부상서(工部尙書)로 승진하였다가 곧 지추밀원사(知樞密院事) 이부상서(吏部尙書) 태자빈객(太子賓客)으로 옮기고, 1190년(명종 20) 지문하성사(知門下省事) 공부상서(工部尙書)가 되었으나 1191년(명종21)에 졸(卒)했다. 임금이 사자(使者)를 보내어 추도하고, 시호를 경렬(景烈)이라 추증하였다. 고려사에 열전(列傳)이 있다.

## 가족관계
- 아버지 : 유(白曘), 급제
  - 아들 : 양필(白良弼), 국학박사(國學博士)

## 깉이 보기
- 정중부
- 조위총

## 참고 문헌
- 《고려사》〈열전〉백임지전
- 백임지묘지명(白任至墓誌銘)